# Diga Mulholland
La diga Mulholland è uno sbarramanto artificiale che si trova nelle Hollywood Hills a Los Angeles, California.
Fu disegnata con una capacità di stoccaggio di 9.500.000 metri cubi d'acqua e con una profondità massima di 56 metri.
La diga chiude il lago artificiale detto Hollywood Reservoir.

## Storia
In origine chiamata "diga del Weid Canyon" e poi "diga Hollywood" la diga venne infine denominata diga Mulholland in onore dell'ingegnere William Mulholland a quei tempi direttore generale e capo ingegnere del Bureau of Water Works and Supply. Mulholland fu inoltre responsabile della costruzione dell'acquedotto di Los Angeles così come di gran parte del sistema idrico della città.
La diga Mulholland è stata la prima diga in calcestruzzo ad arco a gravità costruita dal Bureau of Water Works and Supply, la sua costruzione iniziò nell'agosto del 1923 e terminò durante il dicembre del 1925.
Nel marzo del 1928 la diga St. Francis, della stessa forma e dimensione, crollò causando una ondata che uccise fino 600 persone. A seguito dell'incidente Mulholland ordinò di abbassare il livello delle acque nel bacino della diga Mulholland, nonché di effettuare un intervento di rafforzamento di quest'ultima.
La diga Mulholland è ritratta nel film catastrofico Terremoto, girato nel 1974, dove viene simulato il suo crollo ed il successivo allagamento delle fogne di Los Angeles. Appare inoltre nel film 7 psicopatici di Martin McDonagh.